# كنيسة جوديتن
كنيسة جوديتن ( (بالألمانية: Juditter Kirche)‏ (بالروسية: Юдиттен-кирха)‏ ) هي كنيسة أرثوذكسية روسية في منطقة مندلييفو في كالينينغراد في روسيا.  بنيت في الأصل ككنيسة كاثوليكية رومانية، ثم أصبحت فيما بعد كنيسة الاتحاد البروسي (البروتستانتية). جوديتن كان اسم منطقة مندلييفو عندما كانت ربع كونيجسبيرج، شرق بروسيا، ألمانيا. وهو أقدم مبنى في كالينينغراد. 
تعد واحدة من أقدم الكنائس في سامبيا، تم بناء الكنيسة المحصنة في الدولة الرهبانية التوتونية بين عامي 1276 و1294/98  أو كاليفورنيا. 1287/88.  في عام 1402 تم ذكرها في كتاب أمين الصندوق باسم Judynkirchen. تم العثور على اللوحات الجدارية للرسام بيتر في المذبح بحلول عام 1394. حصلت على برج قائم بذاته كاليفورنيا. 1400، صليب كاليفورنيا. 1520، وريشة الطقس عام 1577. تم ربط برج الساعة والصحن بواسطة دهليز مقبب أسطواني.

## الازدهار
أصبحت جوديتن من مزارات مريم العذراء وموقع حج مسيحي في العصور الوسطى للزوار من جميع أنحاء الإمبراطورية الرومانية المقدسة،  خاصة خلال عصر النظام التوتوني كونراد فون جونجينجن (حكم في الفترة من 1393 إلى 1407).

## الرسومات واللوحات
تصور اللوحات الجدارية للكنيسة شعارات النبالة (مثل تلك الخاصة بالسيد الكبير أولريش فون جونجينجن )، وحياة يسوع ومريم، والرسل الاثني عشر، وقصص الفروسية، والمخلوقات الأسطورية.  تم صنع نموذج السيدة العذراء الأكبر من الحياة فوق هلال من الخشب الملون بواسطة فنان غير معروف قبل عام  وفقًا للمهندس المعماري كونيغسبرغ فريدريش لارس (1880-1964)، كانت السيدة العذراء موجودة في كنيسة كاتدرائية كونيغسبرغ. سرق متمردو كونيغسبيرغ لآلئها من تاجها في عام 1454 خلال حرب الثلاثة عشر عامًا، لكن الفرسان التوتونيين استبدلوها في عام 1504 ونقلوا الفن إلى موقع الحج جوديتن في عام 1504  تم تحويل الكنيسة من الكاثوليكية إلى اللوثرية في عام 1526 بعد إنشاء دوقية بروسيا العلمانية في العام السابق.  سمح للحج بالاستمرار على الرغم من الإصلاح البروتستانتي.  كما أنها تحتوي على كاتدرائية من عام 1686، ومذبح باروكي، وأرغن من عام 1840.

## المقتنيات
تضمنت الكنيسة مرثيات وصور للمارشال إرهارد إرنست فون رودر ووالمارشال هانس فون ليوالدت للفنان كونيغسبيرغ إي إيه نوبكي. تزوج كل من رودر وليهوالدت على التوالي من ابنة فيلهلم ديتريش فون بودنبروك. ولد يوهان كريستوف جوتشيد في بيت القسيس بالكنيسة عام 1700. دُفن ستانيسلاوس كاور في مقبرة الكنيسة. 
على الرغم من أن الكنيسة لم تتضرر إلى حد كبير بسبب القتال خلال الحرب العالمية الثانية، إلا أنها تعرضت للنهب في أبريل 1945، عندما استولى السوفييت على كونيغسبيرغ.  استمرت الخدمات حتى عام 1948. انهار السقف وجزء من الجدران في عام 1960، وتم إهمال المبنى خلال السبعينيات. أعيد تكريسها في أكتوبر 1985 ككنيسة أرثوذكسية روسية وتم ترميمها في النهاية لتكون بمثابة الكنيسة الرئيسية لدير القديس نيقولا الأرثوذكسي. 

## معرض الصور

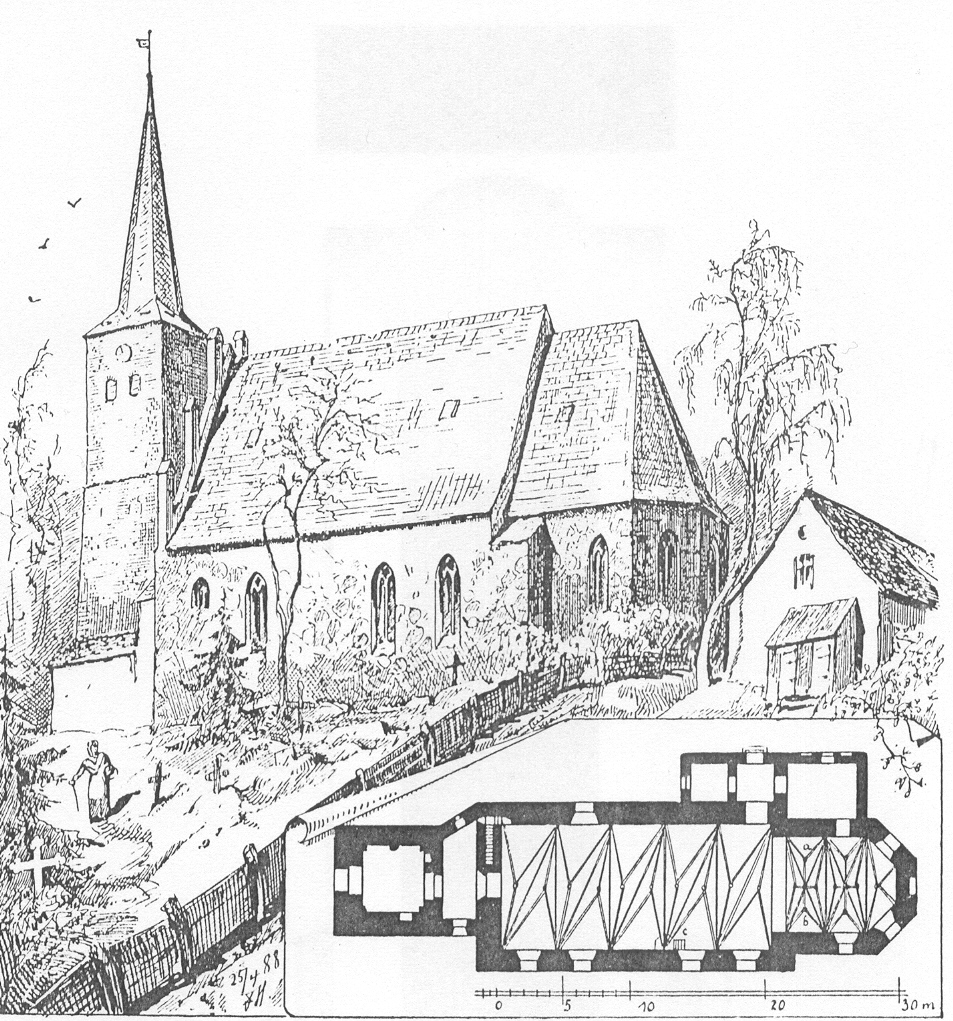
رسم تخطيطي من كتاب Adolf Bötticher Die Bau- und Kunstdenkmäler der Provinz Ostpreußen: Das Samland، 1891
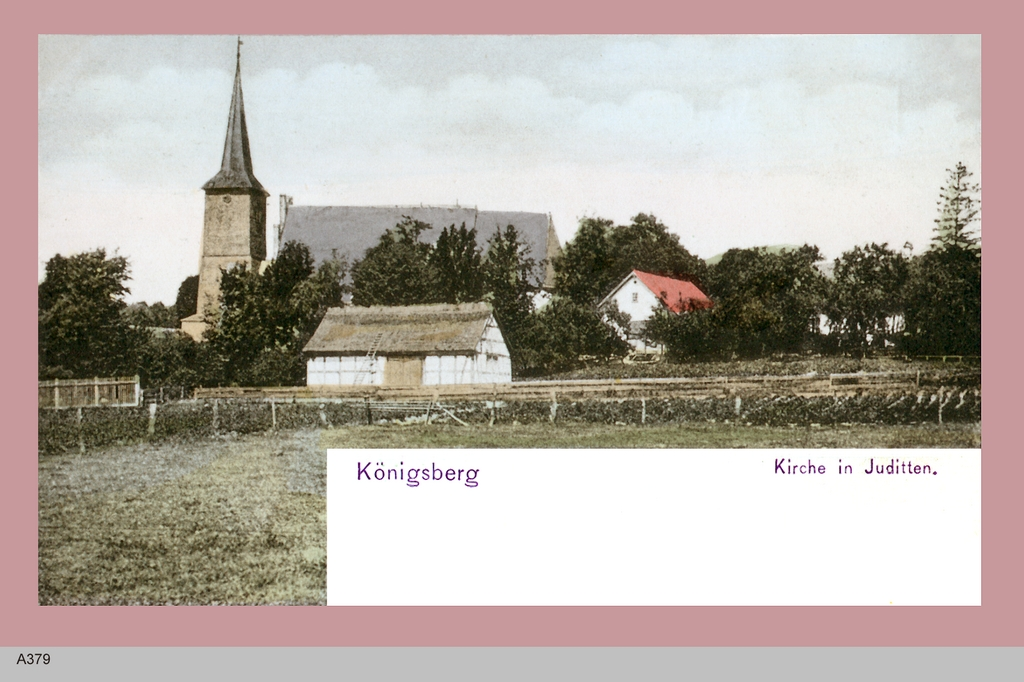
بطاقة بريد تظهر عليها الكنيسة 1908
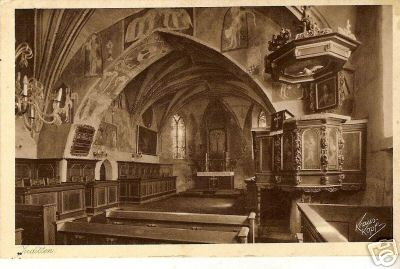
الجزء الداخلي من الكنيسة قبل عام 1945
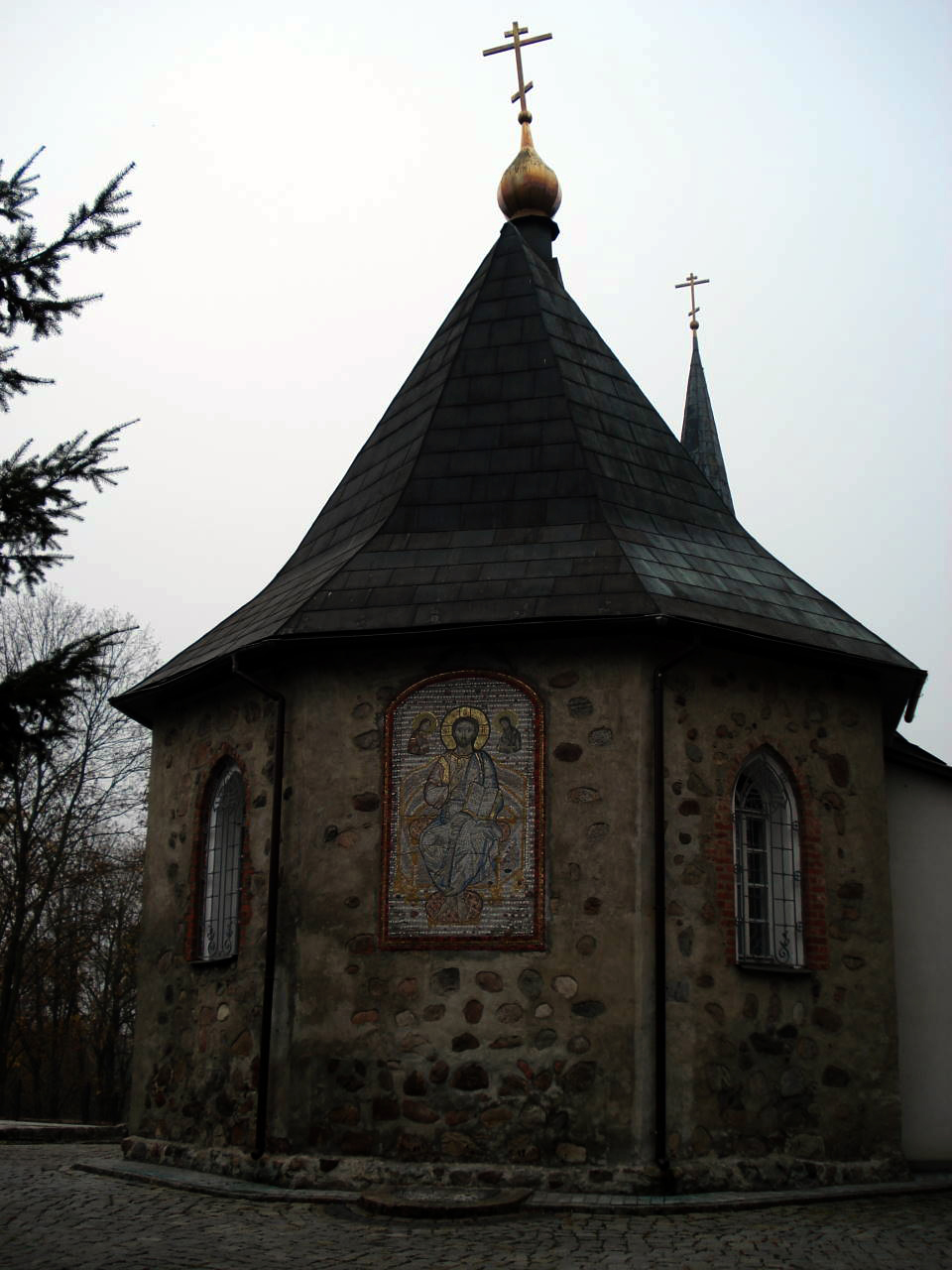
Juditten Church

## الملاحظات
1. ↑  "Постановление Правительства Калининградской области № 132 от 23.03.2007" (PDF).
2. ↑  "История города". مؤرشف من الأصل في 2018-10-12.
3. ↑  "Юдиттен-кирха в Калининграде на фото и карте". مؤرشف من الأصل في 2020-02-04.
4. 1 2 3  Hermanowski, p. 145
5. 1 2 3  Albinus, p. 143
6. ↑  Reichel, p. 48
7. 1 2  Mühlpfordt, p. 66
8. ↑  Reichel, p. 50
9. 1 2  Baczko, p. 185
10. ↑  "История города". مؤرشف من الأصل في 2017-08-11.
11. ↑  "Юдиттен-кирха в Калининградской области". مؤرشف من الأصل في 2012-02-03. اطلع عليه بتاريخ 2012-01-25.